# Phragmipedium pearcei
Phragmipedium pearcei là một loài lan phân bố từ Ecuador đến miền bắc Peru.

## Hình ảnh

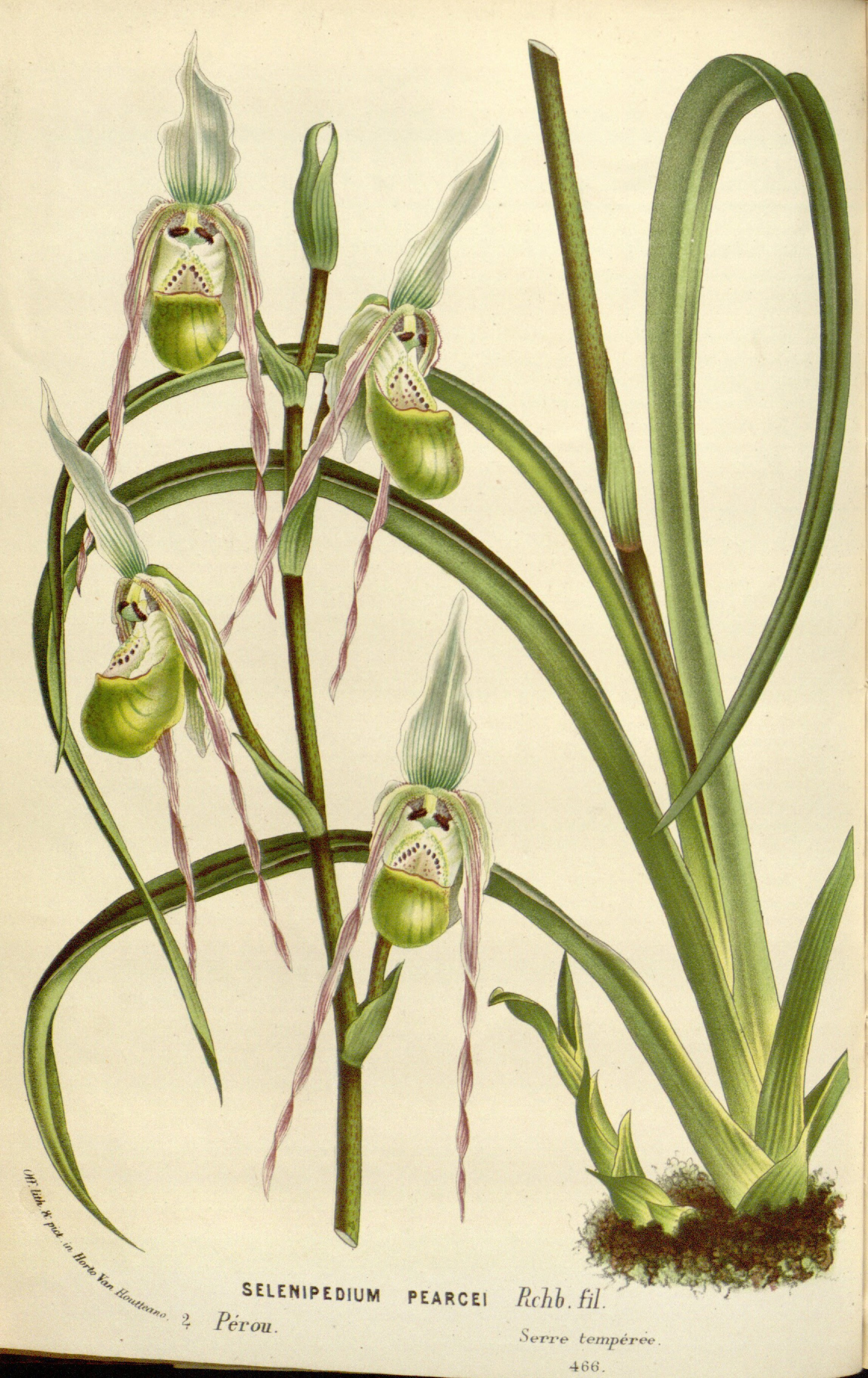
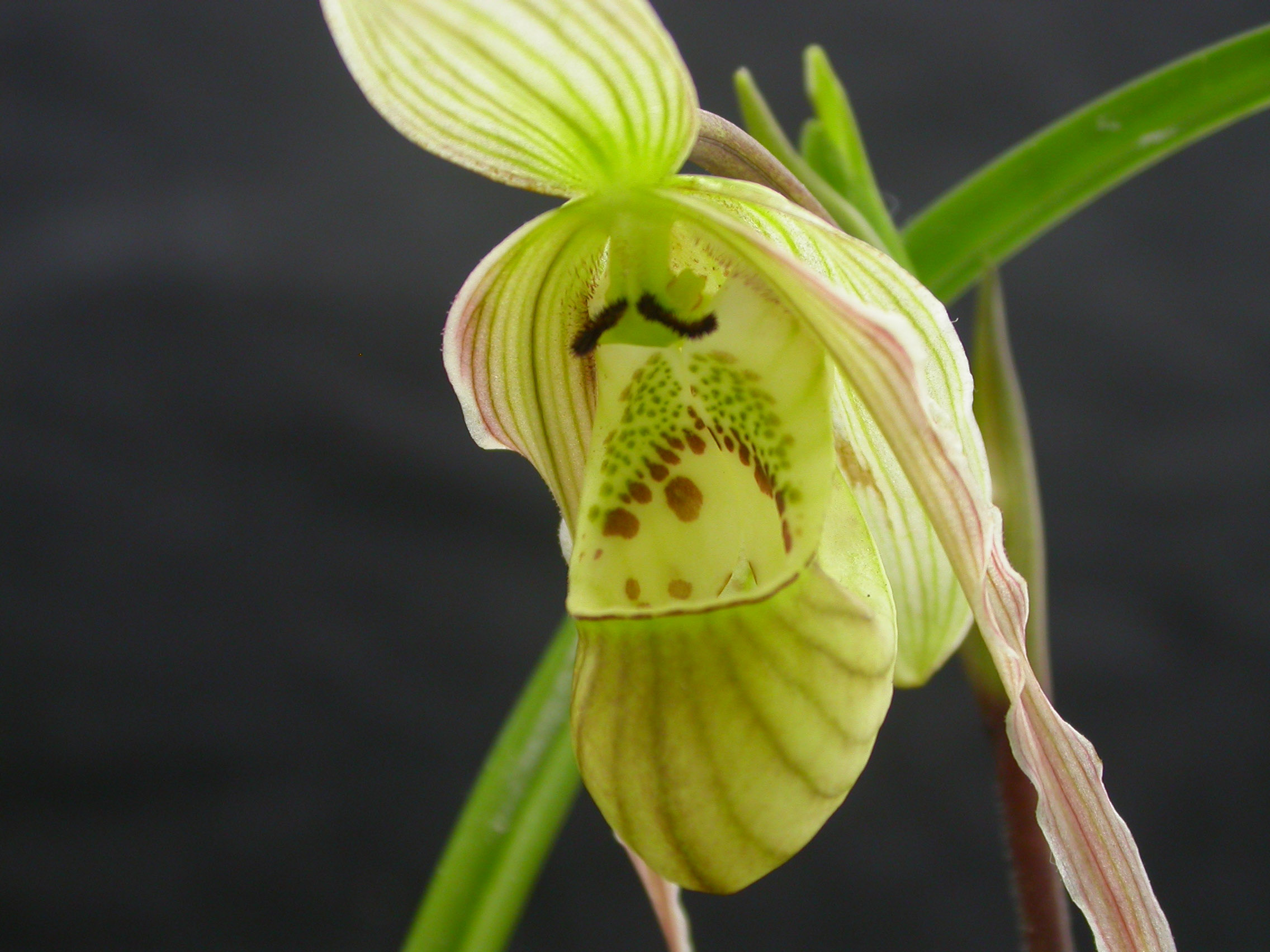
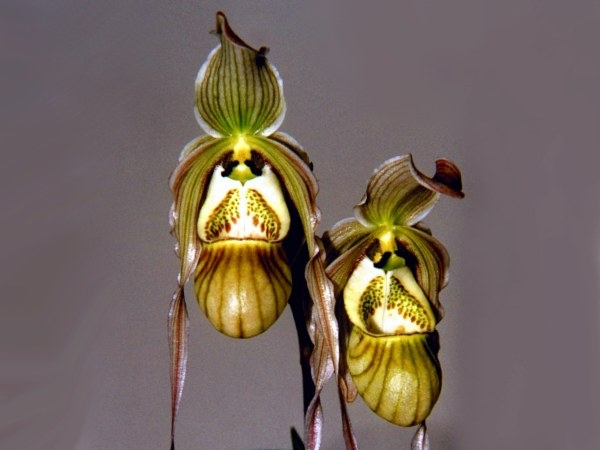
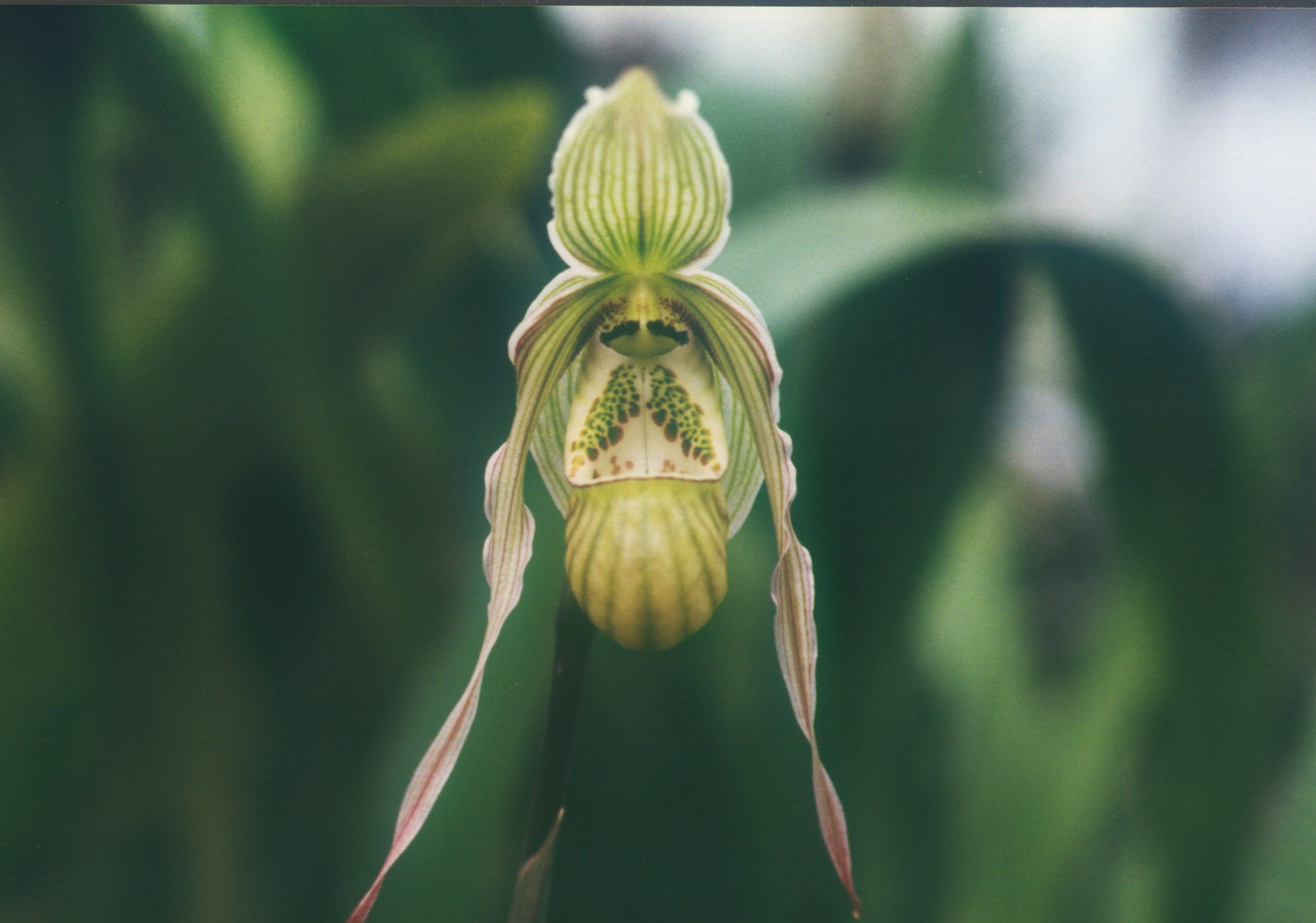